# イヤードリー・スミス
イヤードリー・スミス（Yeardley Smith, 1964年7月3日 - ）は、アメリカの女優、声優。アメリカのテレビ・アニメ・シリーズ「ザ・シンプソンズ」に登場するキャラクター、リサ・シンプソンの声優を担当していることで有名である。また女優としてエミー賞受賞している。
本名はマーサ・マリア・イヤードリー・スミス(Martha Maria Yeardley Smith)。

## 初期の人生
彼女は、1964年、フランスのパリにて生まれ、その後アメリカ合衆国ワシントンD.C.で育った。父はワシントン・ポスト紙において初代公式死亡記事編集者として1996年まで働き続けていたジョセフ・イヤードリー・"J.Y”・スミス(1931年3月10日－2006年1月17日)であり、母は画廊職員のマーサ・メイヤーだった。

## キャリア
シンプソンズでのリサ役として働き始めた彼女は、同じくフォックス・テレビのコメディ番組「ハーマンズ・ヘッド」、「ダーマ&グレッグ」にも出演し、また、ケーブルテレビ局のショー・タイムでは「デッド・ライク・ミー」にそしてディズニー・チャンネルでは「22世紀ファミリー 〜フィルにおまかせ〜」等の作品に出演してきた。彼女は「ティーン・エンジェル」、「マスネット」、主に子供向けテレビ番組の制作をしているセサミワークショップの番組「スクエア・ワン」にもゲスト出演している。また、彼女はNBCの番組「ママズ・ファミリー」のエピソードにてボニータ・ロケケという名前の脱獄した子供の囚人の役も担当している。
映画作品では、ビリージーンの伝説、シティ・スリッカーズ、地獄のデビルトラック、恋愛小説家等に出演している。
スミスは、シンプソンズのオーディションにてバート役を希望しており、また、ナンシー・カートライトはリサ役を希望していたが、プロデューサーは彼女はリサ役が適していると判断し、彼女にはリサ役をそしてカートライトにはバートの役を与えた。
1992年、彼女はシンプソンズにおけるリサの声優として、その高い演技力を評価されプライムタイム・エミー賞 ボイスオーバー・パフォーマンス賞を受賞した。リサ役での声はスミスの本来の地声よりもピッチが高く、また、リサとしての演技する際にその声域の狭さについてジョーク交じりに不満を述べてもいる。彼女は自分にはスミスとしての声とリサとしての声そしてもうひとつの声の3つしかないらしく、彼女としては中間的な地位にあるリサの声は微妙なものがあり、劇中においてもリサが歌を唄うシーンでは本来の自分の声で唄わなければ出来ないと語っている。だが、シンプソンズのDVD(米国版）に収録されている自身の解説によると、彼女はリサの声に関しては非常に慎重に扱っていると述べている。

## 私生活
スミスは、1990年から1992年まで英国系カナダ人の俳優クリストファー・グローヴと結婚生活を送り、その後、2002年、ダニエル・エリクソンと結婚し、現在に至っている。
彼女は、NBCのテレビ番組「ジェーン・ポーレー・ショー」にて、過食症についての経験を告白し、その克服に25年を費やしたことを述べた。また、彼女はリサ役でもシーズン16第338話「Sleeping With the Enemy」にて摂食障害に苦しむ役を演じた。